# Silnice II/648
Silnice II/648 je silnice II. třídy, která vede z Rychaltic do Českého Těšína. Je to původní silnice I/48, která byla nahrazena dálnicí D48. Je dlouhá 25 km. Prochází jedním krajem a dvěma okresy.

## Vedení silnice

### Moravskoslezský kraj, okres Frýdek-Místek
- Rychaltice (křiž. D48, I/48, II/486)
- (po 3 km přerušení, pokračuje ve Frýdku-Místku)
- Frýdek-Místek (křiž. D48, I/48, II/477, peáž s II/477)
- Dobrá (křiž. III/4774, III/4733h)
- Vojkovice (křiž. III/04821)
- Dolní Tošanovice
- Horní Tošanovice (křiž. III/4762, III/4735)
- Třanovice (křiž. II/474)

### Moravskoslezský kraj, okres Karviná
- Horní Žukov (křiž. III/4763)
- Český Těšín (křiž. I/48, II/468, III/01139)